# Bohdan Viunnyk
Bohdan Serhiyovytch Viunnyk (en ukrainien : Богдан Сергійович В'юнник), né le 21 mai 2002 à Kharkiv, est un footballeur ukrainien qui évolue au poste d'avant-centre au Lechia Gdańsk.

## Biographie

### Carrière en club
Le 21 octobre 2020, il joue son premier match en Ligue des champions, lors d'un déplacement sur la pelouse du Real Madrid.
Pour ce premier match de la saison en C1, le Chakhtar Donetsk affronte une équipe du Real avec quelques cadres absents — Sergio Ramos et Karim Benzema étant notamment ménagés par Zinédine Zidane — mais c'est surtout l'effectif ukrainien qui est fortement réduit : avec en tout 10 joueurs forfaits car positifs au covid, dont la plupart des cadres, c'est une équipe de jeunes du centre de formation comme Bohdan Viunnyk qui se présente au Bernabéu,.
Mais contre toute attente ce sont bien les Ukrainiens qui parviennent à prendre le score, menant 3-0 à la pause. Résistant au retour des Madrilènes en seconde mi-temps, le Chakhtar réussit l'exploit de l'emporter 2-3 à Madrid,.

### Carrière en sélection
Sélectionné par Volodymyr Yezerskyy avec les moins de 17 ans, il inscrit un but contre le Kosovo en mars 2019, lors des éliminatoires du championnat d'Europe.